# Luzondvärguv
Luzondvärguv (Otus longicornis) är en fågel i familjen ugglor inom ordningen ugglefåglar.

## Utseende och läte
Luzondvärguven är en rätt liten uggla. Den är mörkbrun på huvud, bröst och ovansida, med tvärbandade vingpennor, medan den är vit på ögonbryn, "skägg" och buk, med visst mönster. Den överlappar med nordlig filippindvärguv, men luzondvärguven är mindre och har gula, ej orangebruna ögon. Bland lätena hörs en enkel ton, först stigande och sedan fallande, som upprepas.

## Utbredning och systematik
Fågeln förekommer i bergsskogar på ön Luzon i norra Filippinerna. Den behandlas som monotypisk, det vill säga att den inte delas in i några underarter.

## Status och hot
Arten har ett stort utbredningsområde, men tros minska i antal, dock inte tillräckligt kraftigt för att den ska betraktas som hotad. Internationella naturvårdsunionen IUCN listar arten som livskraftig (LC).